# Liste der Naturdenkmale in Wusterhausen/Dosse
Die Liste der Naturdenkmale in Wusterhausen/Dosse nennt die Naturdenkmale in Wusterhausen/Dosse im Landkreis Ostprignitz-Ruppin in Brandenburg, welche durch Rechtsverordnung geschützt sind. Naturdenkmale sind Einzelschöpfungen der Natur, deren Erhaltung wegen ihrer hervorragenden Schönheit, Seltenheit oder Eigenart oder ihrer ökologischen, wissenschaftlichen, geschichtlichen, volks- oder heimatkundlichen Bedeutung im öffentlichen Interesse liegt. Grundlage ist das Geoportal des Landkreises.
In den Spalten befinden sich folgende Informationen:
- Nr.: Identifizierungsnummer nach veröffentlichter Liste. Sie wird von der unteren Naturschutzbehörde des Landkreises oder der kreisfreien Stadt vergeben. Wenn sie bekannt ist, wird sie angegeben. In dieser Spalte kann sich zusätzlich das Wort Wikidata befinden, der entsprechende Link führt zu Angaben zu diesem Naturdenkmal bei Wikidata.
- Bezeichnung: Benennung des Naturdenkmals, in der Regel wird bei Bäume die Baumart genannt. Bekannte Eigennamen werden mit angegeben.
- Gemarkung: Ort oder Gemarkung, in der sich das Naturdenkmal befindet
- Lage: Nennt die Lage des Naturdenkmals im jeweiligen Ortsteil und die geografischen Koordinaten des Naturdenkmals. Link zu einem Kartenansichtstool, um Koordinaten zu setzen. In der Kartenansicht sind Naturdenkmale ohne Koordinaten mit einem roten beziehungsweise orangen Marker dargestellt und können in der Karte gesetzt werden. Denkmale ohne Bild sind mit einem blauen bzw. roten Marker gekennzeichnet, Denkmale mit Bild mit einem grünen beziehungsweise orangen Marker.
- Beschreibung: die Beschreibung des Naturdenkmales
- Schutzzweck: Erläutert den Grund der Unterschutzstellung
- Bild: Zeigt ein Bild des Naturdenkmales und gegebenenfalls ein Link zu weiteren Fotos im Medienarchiv Wikimedia Commons

## Wusterhausen/Dosse
| Bild                           | Bezeichnung                             | Lage                                                                                   | Beschreibung                                                        | Schutzzweck                                                                | Nummer |
| ------------------------------ | --------------------------------------- | -------------------------------------------------------------------------------------- | ------------------------------------------------------------------- | -------------------------------------------------------------------------- | ------ |
| BW                             | Eiche (Quercus)                         | Bantikow, Dorfstraße 34, vor der Schule (52° 56′ 10,1″ N, 12° 27′ 12,5″ O)             | Unterschutzstellung 1989                                            |                                                                            |        |
| BW                             | Eiche (Quercus)                         | Bantikow, Dorfstraße 34, vor der Schule (52° 56′ 10,4″ N, 12° 27′ 12,5″ O)             | Unterschutzstellung 1989                                            |                                                                            |        |
| BW                             | Buche (Fagus sp.)                       | Bantikow, Gutspark (52° 56′ 12,7″ N, 12° 27′ 4,9″ O)                                   | Unterschutzstellung 1989 entfällt, umgebrochen 2009                 |                                                                            |        |
| BW                             | Lindenallee (Tilia)                     | Dessow und Gartow, K 6806 zwischen Dessow und Gartow (52° 53′ 23,3″ N, 12° 32′ 8,5″ O) | Unterschutzstellung 1989                                            |                                                                            | 105    |
| BW                             | Eiche (Quercus)                         | Ganzer, vorm Pfarrhaus (52° 52′ 36″ N, 12° 34′ 14″ O)                                  | Unterschutzstellung 1989                                            |                                                                            |        |
| BW                             | Linde (Tilia)                           | Gartow, vorm Gutshaus (52° 53′ 14″ N, 12° 31′ 14,9″ O)                                 | Unterschutzstellung 1989                                            |                                                                            |        |
| BW                             | Linde (Tilia)                           | Gartow, vorm Gutshaus (52° 53′ 14,6″ N, 12° 31′ 15,5″ O)                               | Unterschutzstellung 1989                                            |                                                                            |        |
| BW                             | Eiche (Quercus)                         | Läsikow, vor Kirche (52° 49′ 33,7″ N, 12° 35′ 2,8″ O)                                  | Unterschutzstellung 1934, 1989 entfällt, umgebrochen 2008           |                                                                            |        |
| BW                             | Eiche (Quercus)                         | Lögow, Kreuzung Lindenstraße/Schulstraße (52° 54′ 33,9″ N, 12° 35′ 28,7″ O)            | Unterschutzstellung 2006: ca. 200 Jahre alt, Durchmesser 1,45 m     | ortsbildprägend, schöne Wuchsform                                          | 14     |
| BW                             | Linde (Tilia)                           | Metzelthin, Gutsparkeingang, Dorfstraße 32 (52° 52′ 33,2″ N, 12° 31′ 8″ O)             | Unterschutzstellung 1989                                            |                                                                            |        |
| BW                             | Linde (Tilia)                           | Metzelthin, Gutspark, Nähe Bundesstraße (52° 52′ 33,5″ N, 12° 31′ 4,5″ O)              | Unterschutzstellung 1989                                            |                                                                            |        |
| BW                             | Linde (Tilia)                           | Metzelthin, Gutspark, links vom Gutshaus (52° 52′ 35,3″ N, 12° 31′ 5,9″ O)             | Unterschutzstellung 1989                                            |                                                                            |        |
| BW                             | Rotbuche (Fagus sylvatica)              | Metzelthin, Gutspark, links vom Gutshaus (52° 52′ 35,9″ N, 12° 31′ 6,1″ O)             | Unterschutzstellung 1989                                            |                                                                            |        |
| BW                             | Linde (Tilia)                           | Metzelthin, Gutspark, Nähe Pavillon (52° 52′ 37″ N, 12° 31′ 4,9″ O)                    | Unterschutzstellung 1989 entfällt, umgebrochen 2010                 |                                                                            |        |
| BW                             | Platane (Platanus sp.)                  | Nackel, Schlosspark, rechts des Grabens (52° 49′ 16,9″ N, 12° 34′ 35,8″ O)             | Unterschutzstellung 2006: ca. 250 Jahre alt, Durchmesser 2,00 m     | geeigneter Standort, sehr schöne Wuchsform                                 | 15     |
| BW                             | Linde (Tilia)                           | Schönberg, Gutspark (52° 58′ 12,8″ N, 12° 31′ 3,4″ O)                                  | Unterschutzstellung 2006:ca. 200 Jahre alt, Durchmesser 1,40 m      | schöne, eindrucksvolle Belaubung und Wuchsform. Entfällt, umgebrochen 2014 | 12     |
| Weitere Bilder Fotos hochladen | Eiche (Quercus)                         | Sechzehneichen, Friedhof (52° 57′ 48,2″ N, 12° 28′ 40,1″ O)                            | Unterschutzstellung 2006: ca. 200–250 Jahre alt, Durchmesser 1,50 m | alleinstehend, schöne Wuchsform                                            | 11     |
| Fotos hochladen                | Ulme (Ulmus sp.)                        | Segeletz, vorm Friedhofseingang (52° 49′ 57,8″ N, 12° 31′ 23,3″ O)                     | Unterschutzstellung 1989                                            |                                                                            |        |
| BW                             | Linde (Tilia)                           | Segeletz, Dorfstraße 41, vorm Pfarrhaus (52° 49′ 57,4″ N, 12° 31′ 37,4″ O)             | Unterschutzstellung 1989                                            |                                                                            |        |
| BW                             | Linde (Tilia)                           | Segeletz, Dorfstraße 41, vorm Pfarrhaus (52° 49′ 57″ N, 12° 31′ 37,5″ O)               | Unterschutzstellung 1989                                            |                                                                            |        |
| BW                             | Linde (Tilia)                           | Segeletz, Dorfstraße 41, vorm Pfarrhaus (52° 49′ 57,4″ N, 12° 31′ 38,4″ O)             | Unterschutzstellung 1989                                            |                                                                            |        |
| BW                             | Linde (Tilia)                           | Segeletz, Dorfstraße 41, vorm Pfarrhaus (52° 49′ 57,3″ N, 12° 31′ 38,8″ O)             | Unterschutzstellung 1989                                            |                                                                            |        |
| Fotos hochladen                | Eiche (Quercus)                         | Tornow, NW Kirche (52° 57′ 26,2″ N, 12° 30′ 26,1″ O)                                   | Unterschutzstellung 1989                                            |                                                                            |        |
| BW                             | Linde (Tilia)                           | Tornow, SO Kirche (52° 57′ 25,4″ N, 12° 30′ 27,2″ O)                                   | Unterschutzstellung 1989                                            |                                                                            |        |
| Fotos hochladen                | Linde (Tilia)                           | Tramnitz, O Kirche (52° 57′ 23,1″ N, 12° 31′ 36,3″ O)                                  | Unterschutzstellung 1989                                            |                                                                            |        |
| Fotos hochladen                | Linde (Tilia)                           | Tramnitz, W Kirche (52° 57′ 23,2″ N, 12° 31′ 34,8″ O)                                  | Unterschutzstellung 1989                                            |                                                                            |        |
| BW                             | Eiche (Quercus)                         | Tramnitz, alter Friedhof (52° 57′ 26,3″ N, 12° 31′ 27,7″ O)                            | Unterschutzstellung 1938, 1989                                      |                                                                            |        |
| BW                             | Eiche (Quercus)                         | Tramnitz, Bushaltestelle (52° 57′ 26,9″ N, 12° 31′ 28,4″ O)                            | Unterschutzstellung 1989                                            |                                                                            |        |
| Weitere Bilder Fotos hochladen | Linde (Tilia)                           | Trieplatz, Dorfstraße 2 (52° 55′ 34,9″ N, 12° 32′ 31,6″ O)                             | Unterschutzstellung 2006: ca. 150 Jahre alt, Durchmesser 1,00 m     | geeigneter Standort, schöne Wuchsform                                      | 4      |
| BW                             | Lindenallee (Tilia)                     | Trieplatz, Straße zum Friedhof (52° 55′ 53,8″ N, 12° 32′ 31,2″ O)                      | Unterschutzstellung 1989: Zustand sehr gut                          |                                                                            | 123    |
| BW                             | Eiche (Quercus)                         | Wulkow, Dorfanger (52° 59′ 23,6″ N, 12° 29′ 11,6″ O)                                   | Unterschutzstellung 1989                                            |                                                                            |        |
| BW                             | Eiche (Quercus)                         | Wulkow, Dorfanger (52° 59′ 22,6″ N, 12° 29′ 12,7″ O)                                   | Unterschutzstellung 1989                                            |                                                                            |        |
| BW                             | Eiche (Quercus)                         | Wulkow, Dorfanger (52° 59′ 22,9″ N, 12° 29′ 13,1″ O)                                   | Unterschutzstellung 1989                                            |                                                                            |        |
| BW                             | Eiche (Quercus)                         | Wulkow, Dorfanger (52° 59′ 23,1″ N, 12° 24′ 25,5″ O)                                   | Unterschutzstellung 1989                                            |                                                                            |        |
| BW                             | Eiche (Quercus)                         | Wulkow, an der Schmiede, Teetzer Straße (52° 59′ 33,4″ N, 12° 29′ 9,7″ O)              | Unterschutzstellung 1989                                            |                                                                            |        |
| BW                             | Blutbuche (Fagus sylvatica f. purpurea) | Wusterhausen/Dosse, Bahnhofstraße 32 (52° 53′ 18,7″ N, 12° 27′ 27,4″ O)                | Unterschutzstellung 1989                                            |                                                                            |        |